# Вилккумаа, Майя
Майя Вилккумаа (фин. Maija Vilkkumaa; род. 9 ноября 1973, Хельсинки, Финляндия) — финская певица. Она является одной из самых успешных певиц Финляндии. Сама пишет музыку и тексты своих песен.

## Карьера

### 1990-е
Вилккумаа занималась игрой на фортепиано до 16 лет. В 1990 г. основала со своими друзьями группу Tarharyhmä, чьи песни попали в ротацию на государственные радиостанции. Майя сочиняла слова и музыку большей части песен группы Tarharyhmä. Группа распалась в 1995 году, когда Вилккумаа начала брать также уроки пения. Она также играла на клавишных в группе Hunajamelonit. Вилккумаа поступила в Kallion lukio в 1992 году и изучала финский язык в университете Хельсинки с 1993 года.
В 1999 г. Майя собрала собственную группу, в состав которой входят сейчас также клавишник Теро Пеннанен, басист Нико Коко и гитарист Микко Косонен. Барабанщик Ян Петман покинул группу весной 2007-го года. Его место занял Марко Тимонен.
В 1999 г. группа выпустила дебютный альбом Pitkä ihana leikki. Песня Satumaa-tango с этого альбома стала хитом.

### 2000-е
Выпущенный в 2001-м году альбом Meikit, ketjut ja vyöt также был успешным, а альбом 2003-го года Ei – один из самых продаваемых финских альбомов. Заглавная песня и "Mun elämä" стали хитами. Альбом Se ei olekaan niin (2005) стал платиновым. Синглы. Синглы Kesä и Liian kauan попали в горячую ротацию на радио. Вышедший в сентябре 2006-го сингл Hei tie поднялся на вершину финского национального хит-парада. В ноябре 2006-го вышел сборник Totuutta ja tehtävää, который, помимо лучших хитов, содержал четыре новые песни, два раритета и бонус-DVD, который содержит видеоклипы, записи концертов и интервью.
В начале 2007 г. Вилккумаа отправляется в тур Totuutta ja tehtävää, всего 28 концертов, который продлился с 31 января по 24 марта 2007 г. Записи с этого тура составили концертный альбом Ilta Savoyssa.
Пятый студийный альбом, Superpallo, был выпущен 1 октября 2008 г. Продюсером альбома стал Рику Маттила. Первый сингл с альбома – Suojatiellä, второй – Luokkakokous, и третий – Mä haluun naimisiin.
Майя Вилккумаа выпустила шестой студийный альбом Kunnes joet muuttaa suuntaa 21 апреля 2010 г.

## Личная жизнь
Раньше у Майи были отношения с продюсером и звукорежиссёром Сами Аалтоненом. С 2003 г. встречалась с Микко Косоненом, в 2007 г. они поженились. В конце 2007 г. у них родилась дочь Саара.

## Дискография

### Альбомы
- Pitkä ihana leikki (1999)
- Meikit, ketjut ja vyöt (2001)
- Ei (2003)
- Se ei olekaan niin (2005)
- Totuutta ja tehtävää (2006)
- Ilta Savoyssa (2007)
- Superpallo (2008)

### Видеоклипы
- Satumaa-tango (1999)
- Tähti (1999)
- Totuutta ja tehtävää (2001)
- Ingalsin Laura (2001)
- Ei (2003)
- Kesä (2005)
- Hei tie (2006)
- Saaressa (2007)
- Suojatiellä (2008)
- Luokkakokous (2008)